# Parafia Wniebowzięcia Najświętszej Maryi Panny w Słupie
Parafia Wniebowzięcia Najświętszej Maryi Panny w Słupie – parafia rzymskokatolicka w dekanacie Jawor w diecezji legnickiej. Jej proboszczem jest ks. Piotr Różycki. Obsługiwana przez księży archidiecezjalnych. Erygowana w 1217.